# STS-8
STS-8 (englisch Space Transportation System) ist eine Missionsbezeichnung für das US-amerikanische Space Shuttle Challenger (OV-99) der NASA. Der Start erfolgte am 30. August 1983. Es war die achte Space-Shuttle-Mission und der dritte Flug der Raumfähre Challenger.

## Mannschaft
- Richard Truly (2. Raumflug), Kommandant
- Daniel Brandenstein (1. Raumflug), Pilot
- Dale Gardner (1. Raumflug), Missionsspezialist
- Guion Bluford (1. Raumflug), Missionsspezialist
- William Thornton (1. Raumflug), Missionsspezialist

## Missionsüberblick
STS-8 war der erste Flug eines Space Shuttle, bei dem sowohl Start als auch Landung in der Nacht erfolgt sind. Der Start erfolgte wetterbedingt mit 17 Minuten Verzögerung.
Die Nutzlast war im Wesentlichen der indische Mehrzwecksatellit Insat 1-B. Des Weiteren wurden am Shuttle selbst Belastungstests vorgenommen. So wurde das Cockpit des Shuttle 14 Stunden von der Sonne abgewandt gehalten, um so die Einwirkung der intensiven Kälte auf die Lebenserhaltungssysteme zu untersuchen.
Außerdem wurden verschiedene wissenschaftliche Experimente durchgeführt. Unter anderem wurde das Verhalten von sechs Ratten in Schwerelosigkeit untersucht.
Mit Guion Bluford kam erstmals in der NASA-Geschichte ein Afroamerikaner ins All.